# PowerPC G4
A PowerPC G4 az Apple által korábban a 32 bites PowerPC mikroprocesszorok „negyedik generációjának” jelölésére használt elnevezés. Az Apple ezt az elnevezést a Freescale, a Motorola korábbi félvezetőgyártó részlegének különböző, bár egymással szorosan összefüggő processzormodelljeire alkalmazta, leginkább marketing-megfontolásokból, mivel nincs éles generációs határ a harmadik és negyedik generációba sorolt processzorok között. A Motorola és Freescale által alkalmazott név erre a processzorcsaládra a PowerPC 74xx.
A Macintosh számítógépek, például a PowerBook G4, az iBook G4 laptopok, valamint a Power Mac G4 és Power Mac G4 Cube asztali számítógépek mind a processzorról kapták a nevüket.
A PowerPC G4 processzorokat az eMac asztali gépekben, első generációs Xserve szerverekben, első generációs Mac mini és iMac G4 gépekben is alkalmazták, a PowerPC 970 bevezetése előtt.
Az Apple teljesen kivonta a forgalomból a G4 sorozatot az asztali modellekből, miután a következő generációs PowerPC G5 sorozatának alapjául a 64 bites IBM gyártású PowerPC 970 processzort választotta.
Az utolsó G4-es processzorral szerelt asztali modell a Mac Mini volt. Az utolsó G4-et használó hordozható modell az iBook G4 volt, amelyet az Intel-alapú MacBook váltott fel. A PowerBook G4-et az Intel-alapú MacBook Pro váltotta fel.
A PowerPC G4 processzorok más számítógéprendszerekben is népszerűek voltak, például az AmigaOne számítógépsorozatban és a Genesi cég Pegasos sorozatában. Az asztali számítógépek mellett a PowerPC G4 népszerű volt olyan beágyazott környezetekben, mint az útválasztók (routerek), telekommunikációs switchek, emellett a képfeldolgozásban, médiafeldolgozásban, avionikai és katonai alkalmazásokban, ahol kihasználhatók az AltiVec utasításkészlet előnyei és ennek SMP képességei.

## PowerPC 7400
A PowerPC 7400 (kódnevén „Max”) 1999 augusztusában mutatkozott be, és ez volt az első processzor, amely a „G4” becenevet viselte. A csip 350 és 500 MHz közötti sebességen működik, 10,5 millió tranzisztort tartalmaz, és a Motorola 0,20 μm-es HiPerMOS6 folyamatával gyártották, réz vezetőréteggel. A lapka mérete 83 mm2.
A Motorola azt ígérte az Apple-nek, hogy akár 500 MHz sebességű alkatrészeket képes szállítani, de a gyártás kezdetén a kihozatal igen alacsony volt. Ez az Apple-t arra kényszerítette, hogy visszavonja a már meghirdetett 500 MHz-es Power Mac G4 modelleket. A Power Mac sorozatot a 400, 450, és 500 MHz-es processzorsebességről hirtelen 350, 400, és 450 MHz-re csökkentették, míg a lapkák gyártási problémái el nem hárultak. Az incidens törést okozott az Apple-Motorola kapcsolatban, és az Apple állítólag az IBM közreműködését kérte a Motorola 7400 sorozat gyártási hozamának növeléséhez. Az 500 MHz-es modellt 2000. február 16-án vezették be újra.

### Tervezés
A 7400 tervezésének legnagyobb részét a Motorola végezte, szoros együttműködésben az Apple-val és az IBM-mel. Az IBM, az AIM szövetség harmadik tagja, a Motorolával együtt tervezte a csipet a somerseti tervezőközpontban, de úgy döntött, hogy nem gyártja azt, mert akkoriban nem látta szükségét a vektoros feldolgozó egységnek. Végül a G4 architektúra kialakításába belekerült egy 128 bites vektoros feldolgozó egység, amelyre a Motorola AltiVec, az Apple marketing pedig „Velocity Engine” elnevezéssel hivatkozott.
A PowerPC 970 (G5) volt az első IBM által gyártott CPU, ami megvalósította a VMX/AltiVec kiterjesztést; ehhez az IBM újrahasznosította a korábbi 7400-as terveit, ami megvolt nekik a Somersetben a Motorolával közösen végzett tervezésből. A VMX a Vector Multimedia Extension elnevezés rövidítése, amit az IBM és a P.A. Semi használ, ugyanerre a kiterjesztésre az Apple a Velocity Engine néven hivatkozik, míg az AltiVec elnevezés a Power ISA v.2.03 specifikáció része. Az Xbox 360 Xenon CPU-ja szintén tartalmazza a VMX-et, kiegészítve egyedi fejlesztésű, kifejezetten a Microsoft számára készült bővítményekkel.
A 2007-ben bemutatott POWER6, az IBM első nagyszámítógépes CPU-ja szintén megvalósítja a VMX-et.
Az AltiVec egységgel a 7400-es mikroprocesszor egyetlen ciklus alatt végzi a négyutas egyszeres pontosságú (32 bites) lebegőpontos matematikai, vagy 16 utas 8 bites, 8 utas 16 bites vagy négyutas 32 bites fixpontos matematikai műveleteket.
Emellett a vektoros feldolgozó egység szuperskalár, és két vektorműveletet képes elvégezni egyidejűleg.
Az Intel korabeli x86 mikroprocesszoraihoz viszonyítva, ez a funkció jelentős teljesítménynövekedést jelentett az AltiVec egység kihasználására tervezett alkalmazások számára.
Néhány példa erre az Adobe Photoshop, amely az AltiVec egységet használja az effektusok és átmenetek gyorsabb megjelenítéséhez, és az Apple iLife programcsomag, amely ugyanezt az egységet használja fájlok menet közbeni importálásához és konvertálásához.
Ezenkívül a 7400 fokozottan támogatja a szimmetrikus többprocesszoros működést (SMP), a javított gyorsítótár-koherencia (MERSI) protokollnak és a 64 bites lebegőpontos egységnek (FPU) köszönhetően, amely részben a 604-es sorozatból származik. A 603-as sorozat még 32 bites FPU-val rendelkezett, amelyben két órajelciklust igényelt a 64 bites lebegőpontos számábrázolás aritmetika végrehajtásához.
A PowerPC G4 család két busztechnológiát támogat: a régebbi 60x sínt, amelyen a PowerPC 600 és PowerPC 7xx családokkal osztozik, és a fejlettebb MPX sínt. A 60x buszt használó eszközök kompatibilissé tehetők a 6xx vagy 7xx processzorokkal egyaránt, ami a kínálat szélesebb skáláját biztosítja és egyszerű, olcsó frissítési utat kínál a felhasználóknak, miközben a kompatibilitási problémákat a minimumra korlátozza. Elsősorban két cég gyárt rendszervezérlőket a 7xx és 7xxx számítógépekhez, a Tundra a Tsi1xx és a Marvell a Discovery vezérlőtípusokkal.

## PowerPC 7410
A PowerPC 7410 „Nitro” kódnevű processzor a 7400-as egy kis fogyasztású verziója, de 200 nm helyett 180 nm-es technológiával volt gyártva. Legfeljebb 1 MB L2 gyorsítótárat támogat. A 7400-hoz hasonlóan ez is 10,5 millió tranzisztort tartalmaz. 2001. január 9-én mutatkozott be a kezdeti 400- és 500 MHz-es Titanium PowerBook G4 modellekben. Csatlakozó-kompatibilis volt a kései PowerPC G3 processzorokkal, így lehetővé tette a PowerBook G3 „Pismo” modellek frissítését.
A processzor rendelkezik azzal a képességgel, hogy a gyorsítótárának egészét vagy felét nagy sebességű, nem gyorsítótárazott memóriaként használja a processzor fizikai címterébe leképezve, igény szerint. Ezt a funkciót főleg a beágyazott rendszerek gyártói, például a Mercury Computer Systems használták ki.
A processzort jelenleg is gyártja és forgalmazza az NXP (a Motorola/Freescale utódja), MPC7410 termékjelöléssel.

## PowerPC 7450

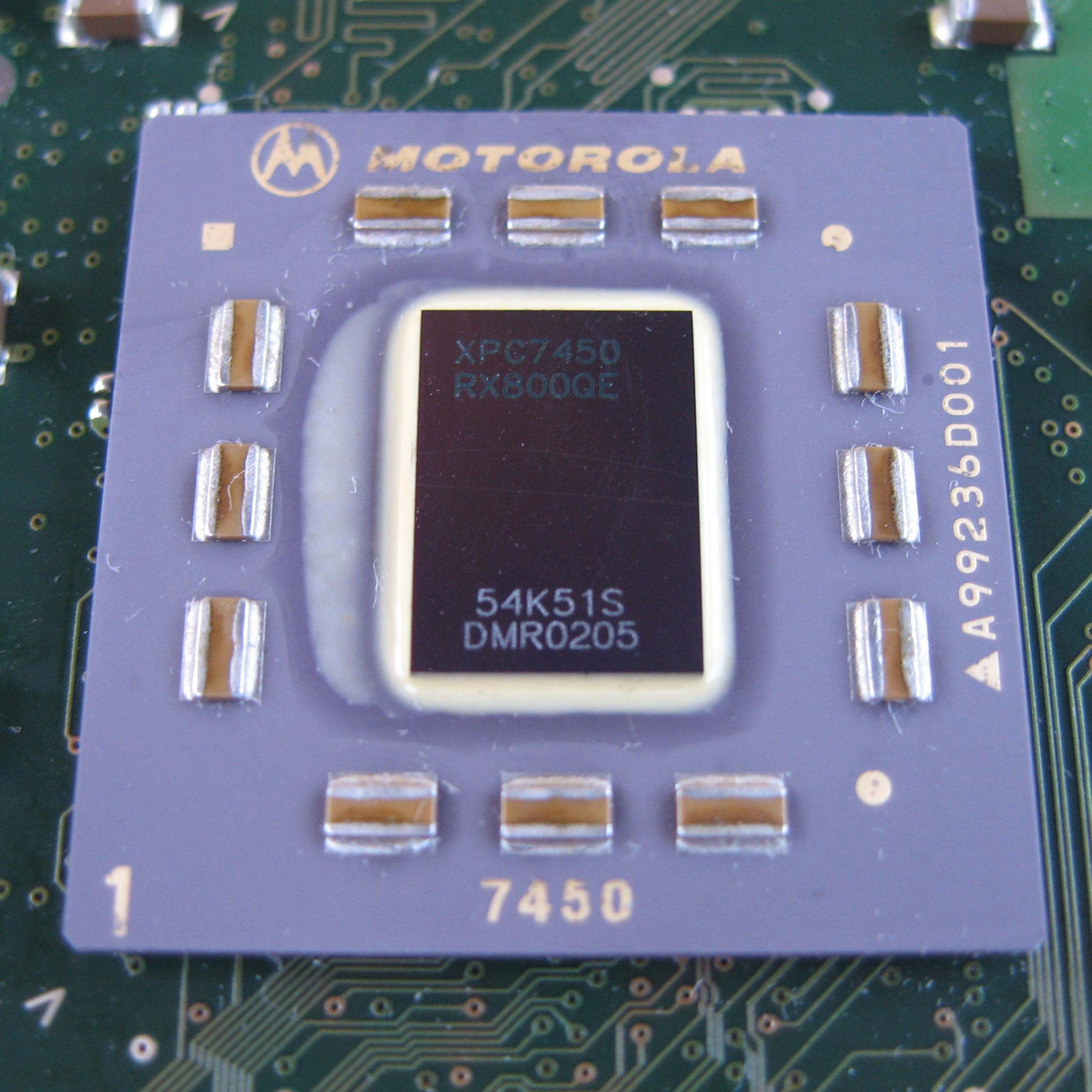
800 MHz-es Motorola PowerPC 7450 egy Power Mac G4 CPU-modulban

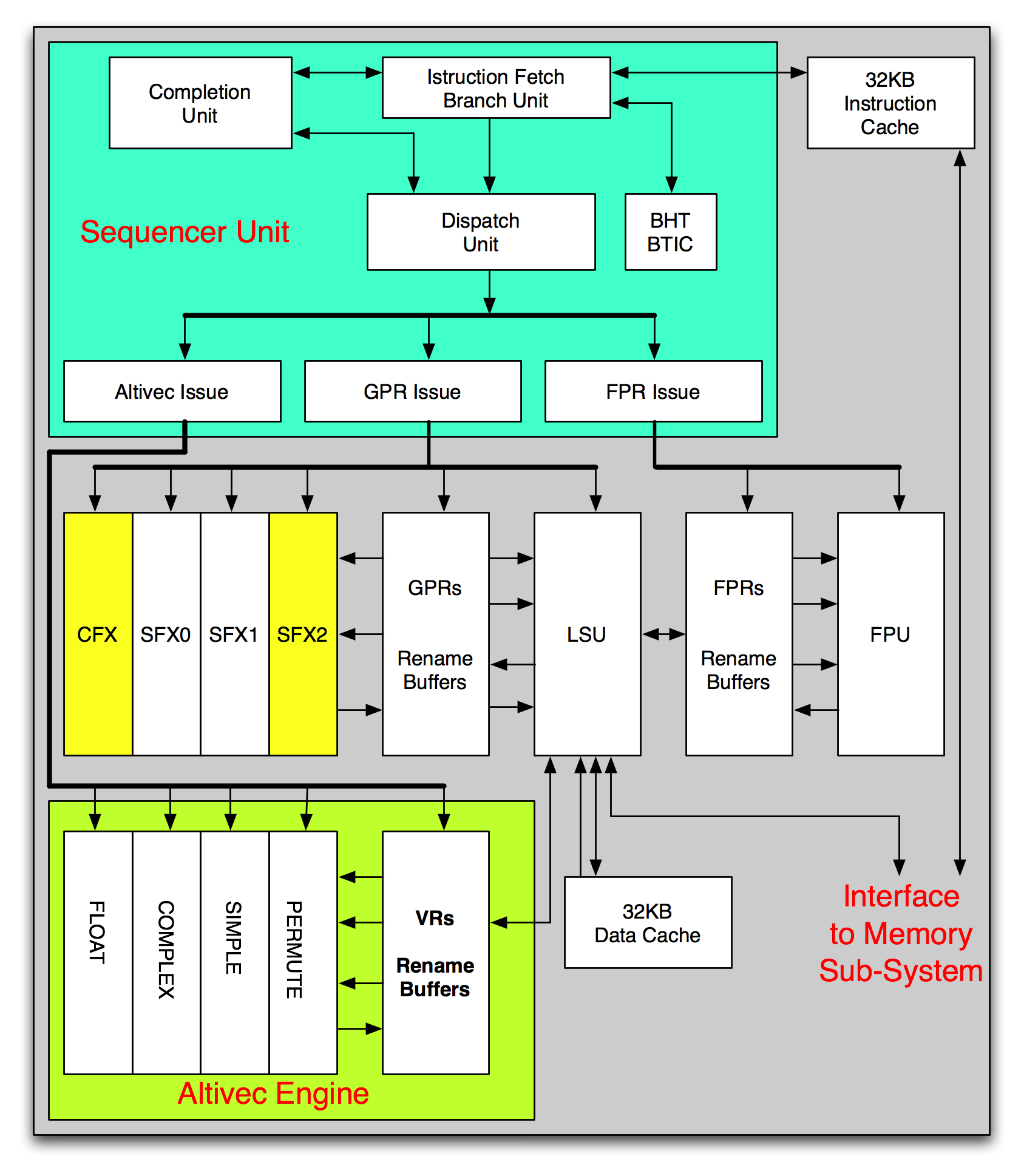
A PowerPC G4e szerkezeti vázlata

A PowerPC 7450, kódnevén „Voyager” (humorosan „V’ger”) volt a G4 processzor egyetlen nagyobb áttervezése. A 33 millió tranzisztoros csipben jelentősen kibővítették a 7400-as végrehajtási futószalagját (minimálisan 7 fokozat, a korábbi 4 helyett), a magasabb órajelek elérése céljából, javították az utasítások átviteli sebességét (3+ elágazás ciklusonként a korábbi 2+ elágazás helyett), a magasabb utasítás-késleltetés kompenzálására, a külső L2 gyorsítótárat (legfeljebb 2 MiB méretű, 2 utas csoport-asszociatív, 64 bites adatút) felváltotta egy integrált gyorsítótár (256 KiB, 8 utas csoport-asszociatív, 256 bites adatút), emellett megjelent benne egy külső L3 gyorsítótár támogatása is (legfeljebb 2 MiB méretű, 8 utas csoport-asszociatív, 64 bites adatút), és számos más architekturális fejlesztést is kapott. Az AltiVec egységet a 7450-es modellben továbbfejlesztették: a 7400/7410 modellekben alkalmazott, ciklusonként egy vektorpermutáló és egy vektor ALU (egyszerű int, komplex int, float) utasítások helyett – a 7450 és a rákövetkező Motorola/Freescale modellek egyidejűleg két tetszőleges vektorutasítást (permutálás, egyszerű fixpontos, komplex fixpontos, lebegőpontos) képesek végrehajtani. 2001. január 9-én mutatták be a 733 MHz-es Power Mac G4 modellben. A Motorola ezt követte egy átmeneti változattal, a 7451-essel, az „Apollo 6” kódnevű kiadással, majd rövidesen a 7455-össel. A korai AmigaOne XE számítógépeket 7451-es processzorral szállították.
A 745x kialakítás továbbfejlesztései kapták később a G4e vagy G4+ jelöléseket, de ezek sosem voltak hivatalos megnevezések.

## PowerPC 7445 és 7455

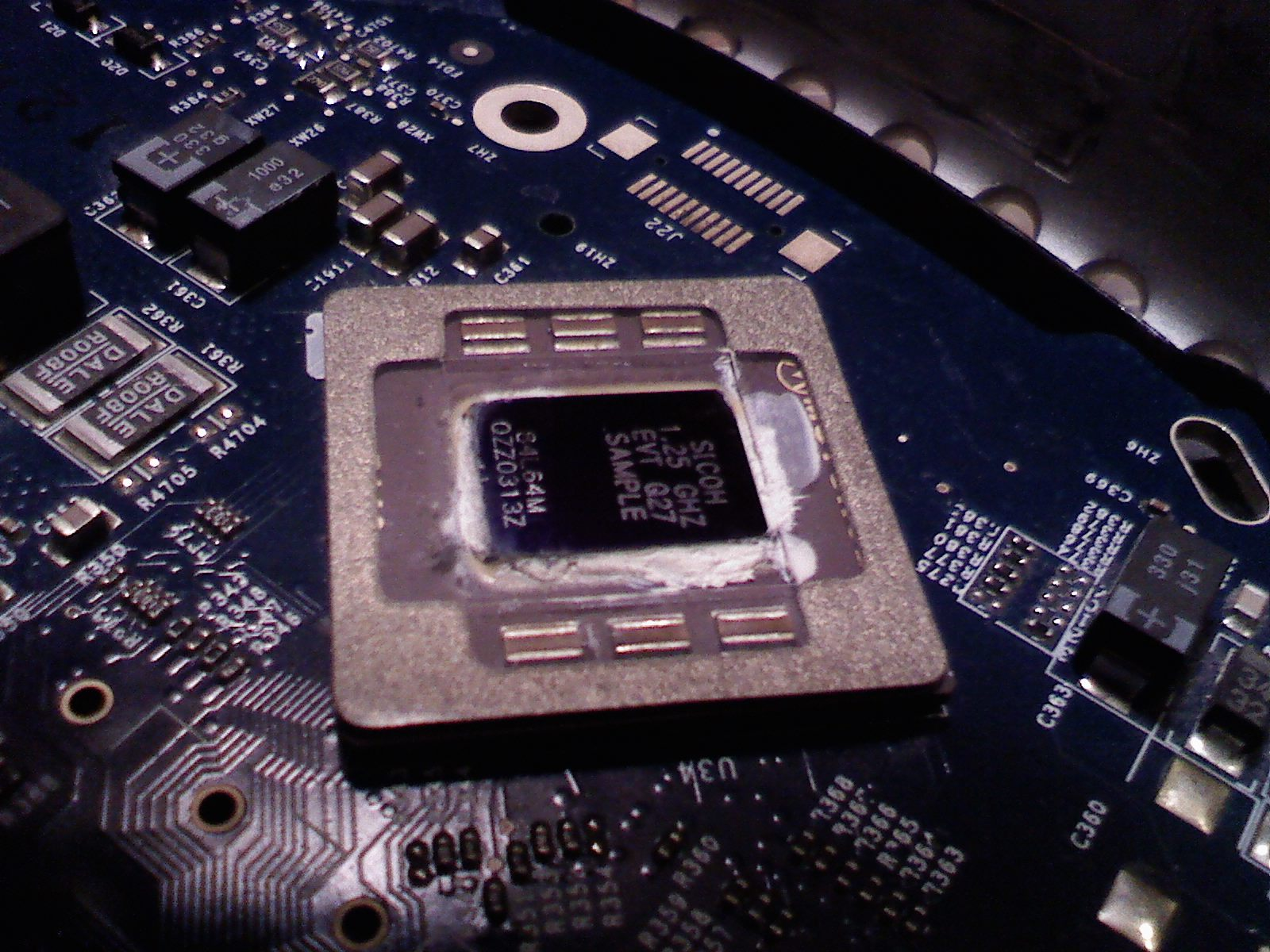
Egy -es 7445 EVT prototípus egy iMac G4 DVT modellben

A PowerPC 7455 „Apollo 6” kódnevű modellt 2002 januárjában mutatták be. A csipre integrált gyorsítótár szélesebb, 256 bites elérést (sínt) kapott, és a Motorola 0,18 μm-es (180 nm) HiPerMOS folyamatával készült, réz fémezéssel és szilícium szigetelőn (silicon on insulator, SOI) technológiával. Ez volt az első processzor az Apple számítógépekben, ami átlépte az 1 GHz-es határt. A 7455-ös processzor hivatalos órajele 1,067 GHz volt, de a Motorola 1,25 GHz és 1,4 GHz órajelű eszközöket is szállított.
A 7445 felépítése megegyezik a 7455-ösével, a harmadik szintű gyorsítótár-interfész nélkül. A 7455-öt az AmigaOne XE G4-ben és a két processzoros 1 GHz-es Power Mac G4-ben (Quicksilver 2002) használták.

## PowerPC 7447 és 7457
A PowerPC 7447 „Apollo 7” egy némileg továbbfejlesztett 7450/55, 512 KiB-os lapkára integrált L2 gyorsítótárral rendelkezik, 130 nm-es SOI eljárással készült, ezáltal kevesebbet fogyaszt. 58 millió tranzisztort tartalmaz. A 7447A modellben bevezették az integrált termikus diódát és a dinamikus frekvenciaskálázást (DFS), ezzel a Freescale valamivel magasabb órajelet tudott elérni. A 7447B gyakorlatilag egy még magasabb frekvenciákra hangolt 7447A, amely hivatalosan eléri az akár 1,7 GHz-es órajelet, de órajel-túlhajtással könnyedén elérheti a 2,4 GHz-et is. A 7457 és a 7457A egy további L3 gyorsítótár-interfésszel rendelkezik, amely akár 4 MiB méretű L3 gyorsítótárat is támogat, a 7455 és 7450 által támogatott 2 MiB helyett. Ugyanakkor ennek a frekvenciaskálázása megrekedt, mikor az Apple a 7447-es használata mellett döntött a 7457-es helyett, annak ellenére, hogy a 7457 volt az L3 gyorsítótár-kompatibilitást biztosító (logikus) utódja az Apple által korábban használt 7455-nek.
7457-est csak a Giga Designs, Sonnet Technology, Daystar Technology (ők csak az iMac G4 frissítésekhez használják a 7457-et) és a PowerLogix cégek kínálnak hardverbővítések (processzorfrissítő kártyák) formájában a Power Mac G4, iMac G4 és Power Mac G4 Cube családok egyes modelljeihez.
A Genesi cég Pegasos számítógép-platformja szintén 7447-est használ a Pegasos-II/G4-ben.
A 7457-et gyakran használták az AmigaOne XE CPU moduljának feljavítására; néhány AmigaOS 4 szoftver a 7457-es processzor mellett telepítve összetévesztheti az AmigaOne-t egy Pegasos II számítógéppel, mivel az Eyetech (az AmigaOne gépek gyártója) nem adott ki hivatalos 7457-es alaplapokat/kártyákat.

## PowerPC 7448
A PowerPC 7448, kódnevén „Apollo 8”, a PowerPC 7447B továbbfejlesztett változata, amelyet 2005 júniusában, az első Freescale Technology Forum-on jelentettek be. A fejlesztések között szerepel a nagyobb 1 MiB-os L2 gyorsítótár, gyorsabb 200 MHz-es elsődleges sín (front side bus), és az alacsonyabb fogyasztás (18 W 1,7 GHz-en). 90 nm-es réz fémezésű SOI folyamattal gyártotta a Freescale (később az NXP).
Csatlakozó-kompatibilis az MPC7447 és MPC7447A processzorokkal, így ezek felváltására használható.
A PowerPC 7448 felhasználói a következők voltak:
- Daystar – a High-Res Aluminum PowerBook G4 frissítéseihez (a Daystar Low-Res Aluminum PowerBook G4 frissítések 7447A-t használtak, nem 7448-at)
- NewerTech – a Power Mac G4 frissítésekhez
- PowerLogix – a Power Mac G4 Cube frissítésekhez
- A Cisco NPE-G2 hálózati processzormodulja a 7200VXR routerekhez[14]
- Cisco 7201 Router[15]
- Extreme Engineering Solutions – az XPedite6244 egykártyás számítógépeihez[16]
- Aitech – a C104 CompactPCI egykártyás számítógépekben[17]
- A Emerson Network Power a PmPPC7448 PMC moduljaiban[18]

## e600
2004-ben a Freescale átnevezte a G4 magot e600-ra és az általános CPU-k helyett a felső kategóriás, nagy teljesítményű beágyazott egylapkás rendszer (SoC) eszközökre koncentrálta a fejlesztéseit, és új elnevezési sémát vezetett be, az MPC86xx formájú jelölést. A 7448 lett volna az utolsó tiszta G4, ez képezte az alapját az új e600 magnak, hét fokozatú, három utasítást kibocsátó futószalaggal és egy hatékony elágazás-előrejelző egységgel, ami legfeljebb tizenhat sorrenden kívüli utasítást kezel. Egy továbbfejlesztett AltiVec egységgel rendelkezik, amely korlátozott sorrenden kívüli végrehajtásra képes és 1 MiB-os L2 gyorsítótárral rendelkezik.

## Eszközlista
Ez a lista az ismert G4 alapú kialakítások teljes listája (kivéve újabb maggal rendelkező e600-as kialakításokat). A képek illusztrációk és nem méretarányosak.
| Név               | gyártó             | kép | gyártástechnológia | tranzisztorok | lapkaméret | magok | órajel                    | L2 gyorsítótár            | L3 gyorsítótár       | fogyasztás                           | tokozás                   | szorzó       | bevezetés |
| ----------------- | ------------------ | --- | ------------------ | ------------- | ---------- | ----- | ------------------------- | ------------------------- | -------------------- | ------------------------------------ | ------------------------- | ------------ | --------- |
| MPC7400           | Motorola           |     | 0,20 μm            | 10,5 millió   | 83 mm2     | 1     | 350–500 MHz               | 512–2048 kiB lapkán kívül | n.a.                 | 4,6 W @ 350 MHz 5,3 W @ 400 MHz      | 360 tűs CBGA              | 2-8, 9       | 1999      |
| 06K5319 10K8298   | IBM                |     | 0,18 μm            | 10,5 millió   |            | 1     | 400–500 MHz               | 512–2048 kiB lapkán kívül | n.a.                 |                                      | 360 tűs CBGA              |              | 2000      |
| MPC7410           | Motorola Freescale |     | 0,18 μm            | 10,5 millió   | 52 mm2     | 1     | 400–550 MHz               | 512–2048 kiB lapkán kívül | n.a.                 | 4,2 W @ 400 MHz 5,3 W @ 500 MHz      | 360 tűs CBGA 360 tűs CLGA | 2-8, 9       | 2001      |
| MPC7450 MPC7451   | Motorola           |     | 0,18 μm            | 33 millió     | 106 mm2    | 1     | 500–867 MHz               | 256 KiB                   | 0–2 MiB lapkán kívül | 11,6 W @ 533 MHz 14,5 W @ 667 MHz    | 483 tűs CBGA              | 0,5 2-8 9-16 | 2001      |
| MPC7440 MPC7441   | Motorola           |     | 0,18 μm            | 33 millió     | 106 mm2    | 1     | 500–800 MHz               | 256 KiB                   | n.a.                 | 11,6 W @ 533 MHz 14,5 W @ 667 MHz    | 360 tűs CBGA              | 0,5 2-8 9-16 | 2001      |
| MPC7455           | Motorola           |     | 0,18 μm SOI        | 33 millió     | 106 mm2    | 1     | 600–1420 MHz              | 256 KiB                   | 0–2 MiB lapkán kívül | 13 W @ 600 MHz 21,3 W @ 1 GHz        | 483 tűs CBGA              | 0,5 2-8 9-16 | 2002      |
| MPC7445           | Motorola           |     | 0,18 μm SOI        | 33 millió     | 106 mm2    | 1     | 600–1420 MHz              | 256 KiB                   | n.a.                 | 13 W @ 600 MHz 21,3 W @ 1 GHz        | 360 tűs CBGA              | 0,5 2-8 9-16 | 2002      |
| MPC7457           | Motorola Freescale |     | 0,13 μm SOI        | 58 millió     | 98,3 mm2   | 1     | 867–1267 MHz              | 512 KiB                   | 0–4 MiB lapkán kívül | 14,8 W @ 867 MHz 18,3 W @ 1267 MHz   | 483 tűs CBGA              | 2-28         | 2003      |
| MPC7447 MPC7447/A | Motorola Freescale |     | 0,13 μm SOI        | 48,6 millió   | 83,9 mm2   | 1     | 600–1420 MHz 600–1600 MHz | 512 KiB                   | n.a.                 | (7447A) 16 W @ 1 GHz 21 W @ 1,42 GHz | 360 tűs CBGA 360 tűs CLGA | 2-28         | 2003 2004 |
| MPC7448           | Freescale          |     | 90 nm SOI          | 90 millió     | 58,44 mm2  | 1     | 1000–1700 MHz             | 1024 KiB                  | n.a.                 | 15 W @ 1 GHz 21 W @ 1,7 GHz          | 360 tűs CBGA 360 tűs CLGA | 2-28         | 2005      |

## Fordítás
Ez a szócikk részben vagy egészben  a   PowerPC G4 című angol Wikipédia-szócikk ezen változatának fordításán alapul.  Az eredeti cikk szerkesztőit annak laptörténete sorolja fel. Ez a jelzés csupán a megfogalmazás eredetét és a szerzői jogokat jelzi, nem szolgál a cikkben szereplő információk forrásmegjelöléseként.